# Thermocyclops hastatus
Thermocyclops hastatus – gatunek widłonoga z rodziny Cyclopidae. Nazwa naukowa tego gatunku skorupiaków została opublikowana w 1952 roku na podstawie prac naukowych niemieckiego zoologa Friedricha Kiefera.